# 冈部孝信
冈部孝信（日语：／ Okabe Takanobu，1970年10月26日—），日本男子跳台滑雪运动员。他曾代表日本参加1994年、1998年和2006年冬季奥林匹克运动会跳台滑雪比赛，获得一枚金牌和一枚银牌。